# Kneippkuranstalt
Kneippkuranstalter, kuranstalter, inrättade efter tyske vattenläkaren Kneipps principer. I Tyskland grundlade Kneipp en anstalt efter sitt system i Wörishofen, en liten by i södra Bajern, vilken, alltefter som Kneipps rykte växte utvecklade sig till den grad att den kunde ta emot mer än 10 000 kurgäster om året. Omedelbart efter Kneipps död 1897 sjönk kurgästantalet betydligt, men antalet besökare återhämtade sig sedan så att man kunde ta emot mer än 9 000 kurgäster om året. Såväl annorstädes i Tyskland som i de flesta europeiska länder har dylika så kallade kneippkuranstalter vuxit upp, ofta till en början grundlagda och ledda av icke-läkare, men efter hand övertagna av läkare.
I Sverige märktes den första Kneipprörelsen vid kurorten Ryd vid Åsnen, men den första verkliga kneippkuranstalten i vårt land, Kneippbaden, öppnades 10 juni 1898 strax utanför Norrköping i Borgs socken under ledning av dåvarande kaptenen Th. B. Hjertström och medicine licentiaten Johan O. A. Bergqvist. Den omfattade till en början endast en större stenbyggnad, men redan 1899 måste en ny större byggnad uppföras. Efter hand uppstod en mängd pensionat och hotell, så att Kneippbaden redan efter en treårig tillvaro bildade ett eget municipalsamhälle, Borgs villastad, som 1909 hade 647 bofasta invånare och hade, då det firade sitt 10-årsjubileum, mottagit 12 000-13 000 kurgäster. Redan ett par år efter Kneippbadens grundande öppnades en liknande anstalt i Tranås, och småningom har flera dylika uppstått, såsom i Tyringe, Nynäs med flera ställen.